# Isla Adams (Nunavut)
La Isla Adams (en inglés: Adams Island) es una isla deshabitada en la Región de Qikiqtaaluk en el territorio de Nunavut, en el norte de Canadá. La isla está situada en la bahía de Baffin en la costa noreste de la isla de Baffin, es parte del archipiélago ártico canadiense. Muy cerca se encuentran la isla Dexterity (al noreste), la isla de Baffin (al este), el Fiordo Tromso (al sur), la entrada Paterson (al oeste), y la isla Bergesen (al noroeste).
La isla Adams es de forma irregular, las partes oriental y occidental se encuentran divididas por el brazo Ratcliffe. Sus costas poseen pendientes fuertes, mientras que las montañas del interior alcanzan más de 800 m (2.600 pies) de altura. La isla cuenta con un área de 267 km² (103 millas cuadradas).